# Podatek dochodowy od osób prawnych
Podatek dochodowy od osób prawnych (ang. CIT – corporate income tax) – podatek od dochodów spółek (przedsiębiorstw) – rodzaj podatku bezpośredniego obciążającego dochody uzyskiwane przez osoby prawne.

## Podatek dochodowy od osób prawnych w Polsce
Po raz pierwszy w Polsce podatek został wprowadzony ustawą z dnia 31 stycznia 1989 r. Nowa ustawa dotycząca tego podatku została uchwalona 15 lutego 1992 r. (Dz.U. z 2025 r. poz. 278), akt ten obowiązuje do dzisiaj. Oprócz tej ustawy istnieje jeszcze szereg rozporządzeń normujących tę kwestię, wydanych przez Ministra Finansów.

### Zakres podmiotowy
Podatnikami tego podatku są wszelkie osoby prawne, niezależnie od faktu w jaki sposób osobowość tę nabyły, a także spółki kapitałowe w organizacji. Podmiotami tego podatku są również jednostki organizacyjne nieposiadające osobowości prawnej, jednak jedynymi takimi spółkami są: spółka komandytowa, spółka komandytowo-akcyjna oraz spółka jawna, jeżeli nie złoży informacji z art. 1 par. 3 ust. 1a ustawy o podatku dochodowym od osób prawnych, wyjątkiem są spółki niemające zdolności prawnej.

#### Podatkowe grupy kapitałowe
Specjalną kategorią podatników tego podatku są tzw. podatkowe grupy kapitałowe – związki co najmniej 2 spółek handlowych posiadających osobowość prawną, które są połączone ze sobą interesami kapitałowymi. Ponadto grupa kapitałowa, aby być podatnikiem, musi spełnić następujące warunki:
- grupę taką mogą tworzyć jedynie spółki z ograniczoną odpowiedzialnością lub spółki akcyjne, jeżeli przeciętny kapitał zakładowy (akcyjny) przypadający na każdą z tych spółek jest nie niższy niż 500 000 zł; spółka dominująca (tzw. spółka matka) posiada bezpośredni 75% udział w kapitale zakładowym (akcyjnym); spółki zależne (tzw. spółki córki) nie posiadają udziałów w kapitale zakładowym (akcyjnym) innych spółek tworzących grupę; w spółkach tworzących grupę kapitałową nie występują zaległości we wpłatach podatków stanowiących dochód budżetu państwa;
- wymagane jest także zawarcie przez spółkę dominującą i spółki zależne umowy o utworzeniu podatkowej grupy kapitałowej w formie aktu notarialnego na okres co najmniej 3 lat podatkowych i jej zarejestrowanie w urzędzie skarbowym;
- spółki tworzące grupę kapitałową nie mogą korzystać ze zwolnień od podatku dochodowego i VAT na podstawie odrębnych przepisów oraz nie mogą stosować praktyk przerzucania dochodu na innych podatników podatku dochodowego nie wchodzących w skład podatkowej grupy kapitałowej;
- podatkowa grupa kapitałowa powinna osiągać co najmniej 2% dochód w relacji do przychodów podatkowych.

#### Zwolnienia
Podmiotami zwolnionymi z tego podatku są:
- Skarb Państwa
- Narodowy Bank Polski,
- jednostki budżetowe, fundusze celowe utworzone na podstawie odrębnych ustaw,
- przedsiębiorstwa międzynarodowe i inne jednostki gospodarcze utworzone przez organ administracji państwowej wspólnie z innymi państwami,
- gminy w zakresie dochodów własnych,
- Agencja Restrukturyzacji i Modernizacji Rolnictwa,
- Zakład Ubezpieczeń Społecznych, fundusze emerytalne i inwestycyjne,
- Narodowy Fundusz Ochrony Środowiska i Gospodarki Wodnej,
- wojewódzkie fundusze ochrony środowiska i gospodarki wodnej
- organizacje religijne

#### Zasada rezydencji
Przy ustalaniu istnienia obowiązku podatkowego i jego zakresu duże znaczenie ma stwierdzenie, czy podatnik lub zarząd mają swoją siedzibę na terytorium RP (tzw. rezydent).
Podatnicy mający siedzibę lub zarząd na terytorium RP podlegają obowiązkowi podatkowemu od całości swoich dochodów, bez względu na miejsce ich osiągania (jest to tzw. nieograniczony obowiązek podatkowy). Jeżeli podatnik nie ma siedziby lub zarządu na terytorium RP, wówczas będzie on podlegał obowiązkowi podatkowemu tylko od dochodów osiągniętych w RP (tzw. ograniczony obowiązek podatkowy).

### Zakres przedmiotowy
Przedmiotem opodatkowania w podatku dochodowym od osób prawnych jest dochód. Czasami przedmiotem opodatkowania może być przychód. Sytuacja taka będzie miała miejsce przy niektórych rodzajach przychodów osiąganych na terytorium RP przez podatników mających swe siedziby za granicą (np. przychody z tytułu praw autorskich czy dywidend) oraz podmiotów krajowych (np. w wypadku przychodów z tytułu dywidend i innych udziałów w zyskach osób prawnych). Dochodami zwolnionymi z opodatkowania podatkiem dochodowym od osób prawnych są dochody uzyskane z: rolnictwa, gospodarki leśnej oraz floty morskiej. Dochody te są opodatkowane podatkami rolnym, leśnym lub tonażowym.
Dochód został w ustawie zdefiniowany jako nadwyżka sumy przychodów nad kosztami ich uzyskania, osiągnięta w roku podatkowym.
Przychodem są natomiast wszystkie otrzymane przez podatnika pieniądze, wartości pieniężne (w tym również różnice kursowe walut), wartość otrzymywanych nieodpłatnie świadczeń, wartość przychodów w naturze, wartość umorzonych zobowiązań, wartość zwróconych wierzytelności. Za przychody związane z działalnością gospodarczą i z działami specjalnymi produkcji rolnej uważa się przychody należne, choćby nie zostały jeszcze faktycznie otrzymane. Ustawodawca polski wyłączył z opodatkowania przychody z: działalności rolniczej, z wyjątkiem dochodów z działów specjalnych produkcji rolnej, z gospodarki leśnej oraz z czynności, które nie mogą być przedmiotem prawnie skutecznej umowy.
Aby obliczyć dochód podlegający opodatkowaniu od przychodów, należy odliczyć koszty ich uzyskania. Kosztami uzyskania przychodów są koszty poniesione w celu osiągnięcia przychodów, z wyjątkiem kosztów wymienionych przez ustawę. Koszty uzyskania przychodów budzą liczne wątpliwości i sądy administracyjne były niejednokrotnie zmuszone do zabierania głosu w tej kwestii. Ustalono, że: przy ustaleniu kosztów uzyskania przychodu każdy wydatek – poza wyraźnie wskazanymi w ustawie – wymaga indywidualnej oceny pod kątem bezpośredniego związku z tymi przychodami i racjonalności działania dla osiągnięcia tego przychodu. Do kosztów uzyskania przychodu zalicza się także poniesione przez spółkę wydatki na cele produkcyjne, których produkcja nie została zakończona wyprodukowaniem wyrobu fiskalnego z uwagi na brak zbytu.
Gdy osoba prawna ze swej działalności poniesie stratę, ma możliwość pokrycia jej z dochodu uzyskanego w najbliższych kolejno po sobie następujących pięciu latach podatkowych, z tym że wysokość obniżenia w którymkolwiek z tych lat nie może przekroczyć 50% kwoty tej straty.
W ustawie o podatku dochodowym od osób prawnych przewidziano także zwolnienia przedmiotowe z opodatkowania, tak więc nie podlega opodatkowaniu:
- działalność organizacji pracodawców i partii politycznych – w części przeznaczonej na cele statutowe, z wyłączeniem działalności gospodarczej;
- dochód z tytułu prowadzenia szkół – w części przeznaczonej na cele szkoły;
- dochody narodowych funduszy inwestycyjnych;
- dochody sportowych spółek akcyjnych w części przeznaczonej na ich działalność sportową;
- dochody osób prawnych, których celem statutowym jest działalność w sferze pożytku publicznego;
- dochody kościelnych osób prawnych (w tym związków wyznaniowych);
- dochody ze sprzedaży nieruchomości wchodzących w skład gospodarstw rolnych.

### Podstawa opodatkowania
Podstawę opodatkowania stanowi osiągnięty przez osobę prawną dochód (przychód pomniejszony o koszty jego uzyskania) w danym roku podatkowym, z możliwością dokonania pewnych odliczeń (m.in. z tytułu: darowizn na rzecz organizacji pożytku publicznego łącznie do wysokości nieprzekraczającej 10%; w bankach w wysokości 20% kwoty umorzonych kredytów (pożyczek) w związku z realizacją programu restrukturyzacji; darowizn na cele kultu religijnego łącznie do wysokości nieprzekraczającej 10% dochodu).

### Estoński CIT
Wraz z ustawą z dnia 28 października 2020 r. o zmianie ustawy o podatku dochodowym od osób prawnych oraz niektórych innych ustaw, od początku 2021 roku zaczął obowiązywać w Polsce nowy sposób opodatkowania spółek – ryczałt od dochodów spółek kapitałowych (zwany estońskim CIT – rozwiązaniu wzorowanym na estońskim systemie podatkowym). Najistotniejszym elementem tego rodzaju opodatkowania jest moment powstania zobowiązania podatkowego oraz podstawa tego opodatkowania. Pobór podatku dochodowego ma miejsce w momencie wypłaty zysków (dywidendy) przez przedsiębiorstwo (art. 2 ust. 1 pkt 1 i 2 ustawy o CIT). Oznacza to, że dopóki zysk generowany przez spółkę będzie reinwestowany, spółka nie będzie płacić podatku. Ustawa (w art. 28g ustawy o CIT) określa minimalne nakłady inwestycyjne, które muszą wynosić więcej niż:
- 15% (nie mniej niż 20 tys. zł) – w okresie dwóch kolejno następujących po sobie lat lub
- 33% (nie mniej niż 50 tys. zł) w okresach czteroletnich.

Z ryczałtu od dochodów spółek kapitałowych będą mogły skorzystać spółki:
- uzyskujące nie więcej niż 100 mln zł przychodu;
- mające wśród udziałowców wyłącznie osoby fizyczne;
- niemające udziałów w innych podmiotach;
- zatrudniające co najmniej 3 pracowników (z wyłączeniem wspólników);
- ponoszące koszty na inwestycje;
- osiągające przychody pasywne nieprzewyższające przychodów z działalności operacyjnej.

Z rozwiązań nowego sposobu opodatkowania nie będą mogły skorzystać podmioty:
- uzyskujące dochody działalności prowadzonej na terenie specjalnych stref ekonomicznych czy w ramach polskiej strefy inwestycji,
- inwestujące w technologie, ponoszące wydatki na licencje, prawa autorskie i prawa do patentów. Warunkiem zastosowania ryczałtu jest inwestowanie w środki trwałe (zawarta w ustawie definicja inwestycji nie obejmuje wartości niematerialnych i prawnych),
- powstałe wskutek podziału, łączenia spółek kapitałowych,
- w stanie upadłości, likwidacji. Podmioty korzystające z estońskiego CIT nie mogą korzystać z innych preferencji podatkowych[5].

### Stawka podatku
Podstawowa stawka podatku od osób prawnych w Polsce wynosi obecnie 19%. Zgodnie z ustawą, która weszła w życie dnia 1 stycznia 2017 r., ustawodawca wprowadził dodatkową, obniżoną stawkę podatku dochodowego od osób prawnych w wysokości 9%. Nowa stawka przeznaczona jest dla małych podatników, u których przychód ze sprzedaży (wraz z należnym podatkiem od towarów i usług) nie przekroczy w poprzednim roku podatkowym równowartości 2 mln euro wyrażonej w złotych (podwyższenie limitu nastąpiło 01.01.2020, uprzednio wynosił 1,2 mln euro). Ustawa przewiduje też 50% stawkę sankcyjną w przypadku zaniżenia przez podmioty powiązane wysokości zobowiązania podatkowego.
Rozliczenie podatku następuje po zakończeniu roku podatkowego. Podatnicy składają wtedy wstępne zeznanie podatkowe o wysokości osiągniętego dochodu (straty) do końca trzeciego miesiąca roku następnego i w tym terminie muszą wpłacić podatek należny albo różnicę pomiędzy podatkiem należnym a sumą wpłaconych zaliczek. Zeznania o ostatecznej wysokości dochodu podatnicy są obowiązani złożyć w terminie 10 dni od daty zatwierdzenia rocznego sprawozdania, nie później jednak niż przed upływem dziewięciu miesięcy od zakończenia roku podatkowego. Podatnicy z reguły zobowiązani są również do dołączenia do zeznania rocznego bilansu i rachunku wyników wraz z opinią i raportem audytora oraz odpis uchwały walnego zgromadzenia.
Od 25 października 2019 roku możliwe jest złożenie zeznania w formie papierowej, na podstawie uchylenia ustawy o specjalnym podatku węglowym.
Średnio firmy niefinansowe płacą podatek odpowiadający 0,8% przychodów ze sprzedaży.

### Najwięksi płatnicy CIT w Polsce

Dochody finansów publicznych, w % PKB, z podatków od dochodów osób prawnych (CIT). Dla tych danych, wariancja PKB na głowę z parytetem siły nabywczej (PPP) jest wyjaśniona w 2% przez wpływy podatkowe.

kwota CIT za rok 2017:
- 1. PKO BP – 1 097 539 517 zł
- 2. Orlen – 833 777 517 zł
- 3. KGHM – 824 849 748 zł
- 4. PGNiG – 750 031 197 zł
- 5. Pekao SA – 620 457 719 zł
- 6. PGE – 618 372 684 zł
- 7. PZU – 534 920 429 zł

## Podatek dochodowy od osób prawnych na świecie

### Światowe tendencje w opodatkowaniu przedsiębiorstw
- przesunięcie punktu ciężkości w realizacji fiskalnej funkcji podatków z podatków bezpośrednich (CIT i PIT) na podatki pośrednie (VAT i akcyza);
- obniżanie nominalnych stawek podatku CIT, często połączone z poszerzeniem bazy podatkowej i zwiększeniem podstawy opodatkowania;
- wzrost znaczenia podatku CIT jako narzędzia polityki gospodarczej (m.in. przyciąganie inwestorów zagranicznych poprzez obniżanie tego podatku)[10].

## Efektywność ekonomiczna
Incydencja podatku CIT zależy od struktury gospodarki. Podatek ten ma możliwość generowania zbędnej straty społecznej, wskutek zniechęcania do podejmowania inwestycji. W przypadku gospodarki otwartej, w której mobilność kapitału jest wyższa niż mobilność ludzi, podatek ten może być w znacznej części przerzucany na pracowników, poprzez systemowe obniżenie ich płac, lub konsumentów, przez wzrost cen i redukcję inwestycji. Taki wynik jest uzyskiwany w niektórych analizach empirycznych i modelach. Inne analizy pokazują jednak, że większość ciężaru ponoszą udziałowcy i właściciele kapitału. Według doktoratu z 2012 r., w krótkim terminie zmiany CIT obciążają kapitał, a w długim terminie mogą być częściowo przerzucane na inne podmioty. Badanie empiryczne danych z 55 082 firm europejskich z lat 1996–2003 sugeruje, że w długim terminie około połowa podatku została przerzucona na niższe płace pracowników. Analiza pochodząca z konserwatywnego think tanku AEI, i obejmująca dane makroekonomiczne z 65 krajów dla lat 1981–2005, także sugeruje, że zmiany CIT mogą być w długim terminie około w 50% przerzucane na płace. Z tego powodu część ekonomistów uważa, że inne podatki (np. od dochodu osób fizycznych, i konsumpcyjne) generują mniej zniekształceń ekonomicznych, przy podobnym przychodzie. Podobne wnioski wynikają z przeglądu badań Congressional Budget Office z 2011 r., jednak autorzy zastrzegają, że metodologia uwzględnionych analiz jest niesatysfakcjonująca. Podsumowując, jest to podatek który może być, zależnie od horyzontu czasowego, oraz struktury systemu podatkowego i gospodarki, częściowo przerzucany z renty ekonomicznej czerpanej przez właścicieli kapitału, na redukcję płac i produktywnych inwestycji – w cytowanych oszacowaniach, między 20–70%.

## Unikanie opodatkowania
Międzynarodowa optymalizacja podatkowa holdingów zmniejsza konkurencyjność mniejszych firm i zmniejsza dochody państw.
Według profesora Dominika Gajewskiego ze Szkoły Głównej Handlowej efektywna stawka podatkowa holdingów wynosi kilka procent. Osiągane jest to poprzez transferowanie większości zysków do państw o niższej efektywnej stawce podatkowej. Stawka ta jest osiągana poprzez: indywidualne umowy z rządem (Luksemburg – 1–3%, Apple Inc. w Irlandii 0,005%), niskie stawki podatkowe i/lub bardzo korzystne ulgi podatkowe zaprojektowane na ściąganie zysków z innych państw. Na podstawie dokumentów z Luksemburga, przekazanych Komisji Europejskiej po wybuchu afery Luxleaks, straty państw europejskich oszacowano na 300 mld euro, Polski na 46 mld zł rocznie. W 2015 wpływy z CIT wyniosły 50 mld zł.
Jednym z rozwiązań ograniczających unikanie płacenia CIT może być CCCTB (wspólna skonsolidowana korporacyjna podstawa opodatkowania) proponowana przez Komisję Europejską. Według Gajewskiego, który brał udział w przygotowaniu tych rozwiązań dla Komisji, w obecnej formie CCCTB będzie dziurawa, ponieważ nie będzie obowiązkowa. Kilka państw, w tym Polska, zgłosiła weto.